# Megastylis
Megastylis – rodzaj roślin z rodziny storczykowatych (Orchidaceae). Obejmuje 2 gatunki występujące w Oceanii na Vanuatu i w Nowej Kaledonii.

## Systematyka
Rodzaj sklasyfikowany do podplemienia Megastylidinae w plemieniu Diurideae, podrodzina storczykowe (Orchidoideae), rodzina storczykowate (Orchidaceae), rząd szparagowce (Asparagales) w obrębie roślin jednoliściennych.
Wykaz gatunków
- Megastylis gigas (Rchb.f.) Schltr.
- Megastylis latilabris (Schltr.) Schltr.
- Megastylis latissima (Schltr.) Schltr.
- Megastylis montana (Schltr.) Schltr.
- Megastylis paradoxa (Kraenzl.) N.Hallé
- Megastylis rara (Schltr.) Schltr.